# Tiếp thị du kích
Tiếp thị kiểu du kích (tiếng Anh: guerrilla marketing) là một chiến lược quảng cáo trong đó một công ty sử dụng những cách tương tác gây bất ngờ hoặc khác thường theo một cách nào đó để quáng bá cho một sản phẩm hoặc dịch vụ. Năm 1984, Jay Conrad Levinson lần đầu tiên đưa ra khái niệm Tiếp thị kiểu du kích trong cuốn sách Guerrilla Marketing và đã được hưởng ứng mạnh mẽ với trên 14 triệu bản bán ra và được dịch ra 41 thứ tiếng để nói về cách làm tiếp thị với hiệu quả cao bằng một ngân sách khiêm tốn. Tiếp thị du kích lấy nền tảng là cách suy nghĩ vượt ra các khuôn khổ chuẩn mực. Định nghĩa của ông cho rằng: tiếp thị du kích là một phương thức khác thường để tiến hành các hành động xúc tiến thương mại với một ngân quỹ hạn hẹp.
Thực chất tiếp thị kiểu du kích là lối tiếp thị không dựa trên bất kỳ quy tắc nào. Doanh nghiệp sử dụng bất kỳ điều gì mà mình cho rằng là độc đáo, ít tiền và tất nhiên điều đó là phù hợp luật phát để tiếp thị cho doanh nghiệp mình.
Mục tiêu cao nhất là tạo ra những yếu tố bất ngờ với những phương cách khác lạ (chưa từng có, không theo nguyên tắc thường thấy đã được phổ cập rộng rãi đến mọi người) làm cho đối tượng tiếp xúc phải ngạc nhiên, thậm chí gây sốc mà nhớ về sự khác biệt của sản phẩm, về thương hiệu của doanh nghiệp. Tiếp thị du kích chú trọng sự mai phục để có thể gây bất ngờ cho đối thủ cạnh tranh nhằm giành giật phần thắng. Tiếp thị du kích cũng không thể bỏ qua cách tạo dựng niềm tin, sự đồng cảm, sự chia sẻ trong khách hàng, trong xã hội bằng các giá trị cao cả mà mỗi doanh nghiệp theo đuổi.
Tiếp thị vốn là một việc làm liên tục không ngừng nghỉ, và công việc tiếp thị du kích lại càng phải phát huy mới mong thu được hiệu quả tốt nhất.
Nếu có sự kết hợp mục tiêu là kiểu tiếp thị rẻ và hiệu quả với các bí quyết cần thiết thì mới thực hiện tốt việc tiếp thị du kích.
Ngày nay, không chỉ doanh nghiệp nhỏ mới sử dụng lối tiếp thị du kích mà ngay cả những thương hiệu hàng đầu như Sony, Apple, Adidas cũng lựa chọn cách tiếp thị này. Tại Việt Nam, Vinamít với nỗ lực mang lại giá trị gia tăng cho nông dân, cà phê hoà tan G7 trong chiến dịch xây dựng thương hiệu nông sản, Tân Hiệp Phát với "lần đầu tiên xuất hiện tại Việt Nam" là một số ví dụ điển hình về cách thức tiếp thị du kích.
Cuộc cách mạng đã diễn ra vào năm 1984 khi mà ý tưởng của Jay Conard Levinson tràn ngập ở các cửa hiệu sách, sử dụng nguồn vốn ít ỏi để tạo ra một kết quả lớn. Cuốn sách đã phơi bày những bí mật của việc tiếp thị tinh tế mà các nhà quảng cáo chuyên nghiệp đã biết từ nhiều năm trước đó. Khi mà cuốn sách được xuất bản ngay cả Levinson cũng không thể đoán được những doanh ghiệp nhỏ sẽ đón nhận và sử dụng nó ra sao.
Sự thu hút của "tiếp thị du kích" chính là việc nó không tập trung vào giáo dục hay thuyết giáo. Nó làm cho người xem nghĩ rằng họ đang khám phá một điều bí mật. Chiến dịch càng sáng tạo và chói tai thì càng có nhiều sự chú ý tới nó. Một trong những điều khó quên nhất là làm cho người xem cảm thấy họ thật may mắn khi được chứng kiến chúng.

## Đặc trưng của tiếp thị du kích
1. Sự độc đáo và khác biệt là yếu tố nền tảng thay cho tiền bạc;
2. Sự lựa chọn (hay vận dụng) các mục tiêu phù hợp với văn hóa lãnh thổ và các giá trị xã hội tạo ra sự cộng hưởng của xã hội;
3. Tin đồn và sự lan truyền trên internet là những kỹ thuật thích hợp cho kiểu truyền thông du kích;
4. Kiên trì là yêu cầu bắt buộc của loại tiếp thị này.

## Bí quyết của nhà tiếp thị du kích
1. Chuẩn bị để thay đổi thế giới: Chớ nên khởi sự kinh doanh, trừ khi bạn đã chuẩn bị để thay đổi thế giới. Khách hàng sẽ thực sự phấn khích bởi những giải pháp của bạn khi bạn minh chứng được rõ ràng rằng chúng sẽ mang lại cho họ những điều mà không có đối thủ cạnh tranh nào có thể cung cấp được - Quan điểm này là một động cơ và biểu ngữ rõ nét của chiến dịch tiếp thị du kích. Một khi nếu bạn chưa thông suốt quan điểm này, thì đừng ngại mà bỏ qua những yếu tố khác còn lại;
2. Tính toán kỹ lưỡng: Việc tiếp thị du kích rất dễ bị tổn thương bởi nhiều đối tượng khác nhau. Nhiều khi nó còn không được chuẩn bị để đối phó với các thách thức, rủi ro, khó khăn phát sinh. Do vậy, để thành công, cần thiết tính toán những tính huống xấu và rủi ro có thể xảy ra nhằm bảo vệ an toàn những đồng vốn ít ỏi dành cho việc tiếp thị du kích;
3. Lôi kéo sự tham gia của mọi người: Không thể có một chiến dịch tiếp thị du kích nào có thể thành công nếu thiếu sự trợ giúp của rất nhiều đối tượng. Tiếp thị du kích là một cơ hội tuyệt vời để lôi kéo sự tham gia của các khách hàng trung thành và đội ngũ nhân viên công ty. Hãy quan tâm tới tiếp thị cộng đồng, các phương tiện thông tin truyền thông cùng nhiều chương trình cộng tác để thu hút sự quan tâm của cộng đồng. Không phải để kiếm tiền mà là để hoàn thành sứ mệnh thay đổi thế giới như đã miêu tả ở trên. Con người luôn yêu thích được cải thiện thế giới;
4. Triển khai quân một cách thông minh: Các đại lý, trung gian tiếp thị có thể là những đồng minh lớn bởi họ sẽ bổ sung nhiều nguồn lực để triển khai, nhưng cũng chính họ cũng hiểu rằng đến một thời điểm nào đó họ sẽ bị từ bỏ. Và đấy là lý do tại sao họ chỉ có lòng trung thành của một người "lính đánh thuê". Cần phải lôi kéo sự tham gia của các đại lý, trung gian tiếp thị bất cứ khi nào cần, song tránh việc quá phụ thuộc vào họ về lâu về dài;
5. Suy nghĩ nhỏ nhưng khác thường: Chỉ cần một chi phí nhỏ, nhưng đòi hỏi một lượng chất xám lớn - sử dụng tính sáng tạo, tốc độ và khả năng thích nghi để tận dụng tối đa mọi cơ hội. Hãy nuôi dưỡng thái độ này bằng việc hài hòa một chi phí eo hẹp với sự mong đợi lớn lao từ những nhân viên tiếp thị;
6. Để mọi người phải phỏng đoán: Sự ngạc nhiên tạo ra sự khác biệt của sản phẩm - Một điều gì đó có hiệu quả, hãy nên thay đổi nó trước khi các đối thủ cạnh tranh của bạn có thể phản ứng;
7. Lấy vàng và thoát ra ngay: Tiếp thị du kích có những mục tiêu kinh doanh rõ ràng và mang tính định lượng. Khi đạt được mục tiêu này, hãy thoát ra ngay. Việc kéo dài quá lâu chỉ khiến bạn lãng phí các nguồn lực của mình, ngoài ra còn cho phép các đối thủ cạnh tranh có thêm thời gian để phản ứng - Đừng để niềm kiêu hãnh cản trở vào và hãy tự giải thoát bản thân để thực hiện một cuộc chiến mới;
8. Lãnh đạo công việc: Người lãnh đạo nên có mặt ở nơi mà các hành động quan trọng diễn ra, và trong trường hợp này, đó là ở cộng đồng các khách hàng và đội ngũ nhân viên;
9. Đừng quên việc tuyên truyền: Truyền khẩu (Word-of-mouth: WOM) - Không chỉ kể công của mỗi bản thân mình, hãy ca ngợi những người khác (khách hàng, nhân viên và bất cứ ai có liên quan) vì họ sẽ là những nguồn tốt nhất trong WOM;
10. Cung cấp cho mọi người thông tin về công việc của mình: Các chiến dịch tiếp thị du kịch chứa đựng những đặc tính như không chính thống, táo bạo, vô hình, có thể giải trình và rất dễ thất bại. Điều đó có nghĩa rằng nếu bạn ở trong một tổ chức lớn, mọi người có thể rất hồi hộp và lo lắng theo rõi bạn. Vậy cần chuẩn bị những nền tảng nhất định bằng việc cho cấp trên biết rõ các động cơ và con đường mình sẽ đi. Đồng thời, hãy diễn giải cụ thể các lợi ích có liên quan tới cộng đồng khách hàng và đặt trọng tâm duy nhất vào một mục tiêu.